# Serra de Buçaco

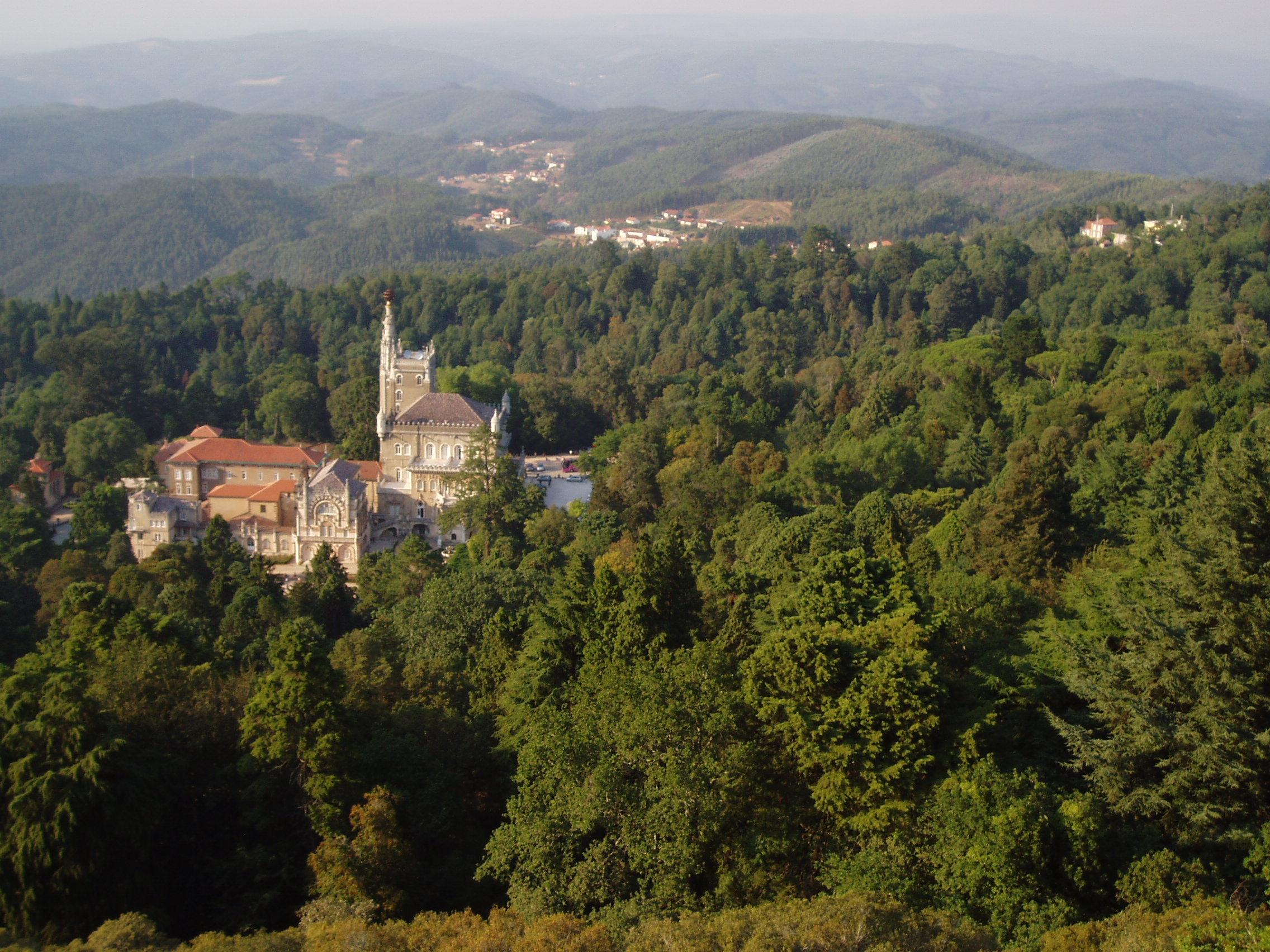
Serra de Buçaco

La serra de Buçaco, qui s'est aussi écrite sous la forme Bussaco, et s'est autrefois appelée serra de Alcoba, est un relief du Portugal continental culminant à 549 mètres d'altitude au Ponta de Bussaco. Elle s'étend sur les territoires des communes de Mealhada, Mortagua et Penacova. La forêt actuelle de la serra de Buçaco a été plantée par l'ordre des carmélites déchaux, dans la première moitié du XVIIe siècle ; les carmélites ont aussi construit le couvent de Santa Cruz de Buçaco, destiné à héberger cet ordre monastique, qui a existé de 1628 à 1834, date de l'extinction des ordres religieux au Portugal. Son emplacement est aujourd'hui occupé par l'hôtel palace Buçaco.

## Géologie
La sierra se trouve dans une zone géologique de transition l'ourlet méso-cénozoïque[Quoi ?] et le massif hespérien (massif Ibérien ou massif Hercynien), un pli qui s'étend jusqu'à la serra de Lousã[pas clair]. Les formations rocheuses contiennent, entre autres minéraux, des lutites, des grauwackes, des quartz et des conglomérats.

## Flore
Les différents mélanges de grès et d'argiles qui forment le substrat, ainsi qu'un microclimat caractérisé par des températures douces, des brouillards fréquents et une pluviométrie de 1 500 mm par an, favorisent le développement d'une végétation variée.
La forêt de la serra de Buçaco, classée zone protégée, inclut des espèces végétales du monde entier (plus de 400 espèces d'essences indigènes et environ 300 espèces exotiques), dont certaines sont gigantesques, ainsi que le célèbre cèdre de Buçaco (Cupressus lusitanica).

## Histoire
C'est sur cette hauteur que s'est déroulée la bataille de Buçaco en 1810, entre les forces anglo-portugaises commandées par le duc de Wellington d'un côté, et les forces françaises commandées par Masséna de l'autre.